# 中区 (大田广域市)
中區（：／ Jung gu */?） 是大韓民國大田廣域市的一個區，位於南部大田川與柳川之間，南界忠清南道。面積62.0平方公里，2009年人口265,467人。下轄17個洞。1977年設區。